# Tim Mayer
Timothy "Tim" Mayer, född 22 februari 1938 i Dalton i Pennsylvania, död 28 februari 1964, var en amerikansk racerförare.

## Racingkarriär
Mayer startade i ett formel 1-lopp. Han körde en Cooper-Climax i USA 1962 men tvingades där bryta på grund av ett tekniskt problem. 
Han tävlade sedan med framgång i Tasman Series 1964 mot bland andra Jack Brabham och Bruce McLaren. Mayer omkom vid en krasch rakt in i ett träd under träning på Longford circuit. Han slutade på fjärde plats i serien postumt.